# El Palmar, Santiago Tuxtla
El Palmar är en ort i Mexiko.   Den ligger i kommunen Santiago Tuxtla och delstaten Veracruz, i den sydöstra delen av landet, 400 km öster om huvudstaden Mexico City. El Palmar ligger 46 meter över havet och antalet invånare är 107.
Terrängen runt El Palmar är platt åt sydväst, men åt nordost är den kuperad. Runt El Palmar är det ganska tätbefolkat, med 80 invånare per kvadratkilometer. Närmaste större samhälle är San Andres Tuxtla, 18,2 km öster om El Palmar. Omgivningarna runt El Palmar är en mosaik av jordbruksmark och naturlig växtlighet.